# Kirbyville (Texas)
Kirbyville è un centro abitato degli Stati Uniti d'America situato nella contea di Jasper dello Stato del Texas.
La popolazione era di 2.142 persone al censimento del 2010.

## Geografia fisica
Kirbyville è situata a 30°39′33″N 93°53′49″W (30.659203, -93.896852).
Secondo lo United States Census Bureau, ha un'area totale di 2,4 miglia quadrate (6,2 km²), di cui 2,4 miglia quadrate (6,2 km²) di terreno e lo 0,41% d'acqua.

## Società

### Evoluzione demografica
Secondo il censimento del 2000, 2.085 persone, 828 nuclei familiari e 550 famiglie risiedevano nella città. La densità di popolazione era di 856,1 persone per miglio quadrato (329,9/km²). The 931 unità abitative averaged 382,2 per miglio quadrato (147,3/km²). La composizione etnica della città era formata dal 76,31% di bianchi, il 21,20% di afroamericani, lo 0,34% di nativi americani, lo 0,29% di asiatici, l'1,20% di altre razze, e lo 0,67% di due o più etnie. Ispanici o latinos di qualunque razza erano il 2,69% della popolazione.
Dei 828 nuclei familiari, il 32,5% aveva figli di età inferiore ai 18 anni, il 43,5% aveva coppie sposate conviventi, il 18,8% aveva un capofamiglia femmina senza marito, e il 33,5% non erano famiglie. Circa il 30,7% di tutti i nuclei familiari erano individuali, e il 14,6% aveva componenti con un'età di 65 anni o più che vivevano da soli. Il numero di componenti medio di un nucleo familiare era di 2,42 e quello di una famiglia era di 3,01.
Vi erano il 27,4% di persone sotto i 18 anni, il 9,0% di persone dai 18 ai 24 anni, il 24,3% di persone dai 25 ai 44 anni, il 21,0% di persone dai 45 ai 64 anni, e il 18,4% di persone di 65 anni o più. L'età media era di 37 anni. Per ogni 100 femmine, c'erano 79,3 maschi. Per ogni 100 femmine dai 18 anni in giù, c'erano 72,2 maschi.
Il reddito medio di un nucleo familiare era di 25.438 dollari, e per una famiglia era di 32.381 dollari. I maschi avevano un reddito medio di 30.144 dollari contro i 20.060 dollari delle femmine. Il reddito pro capite era di 12.839 dollari. Circa il 22,6% delle famiglie e il 26,1% della popolazione erano sotto la soglia di povertà, incluso il 33,9% di persone sotto i 18 anni e il 17,2% di persone di 65 anni o più.